# Butch Johnson
Richard »Butch« Johnson, ameriški lokostrelec, * 30. avgust 1955, Worcester, Massachusetts, ZDA, † 27. maj 2024, Woodstock, Connecticut, ZDA. 
Sodeloval je na lokostrelskem delu poletnih olimpijskih igrah leta 1996, leta 2000 in leta 2004.